# Музеї Польщі

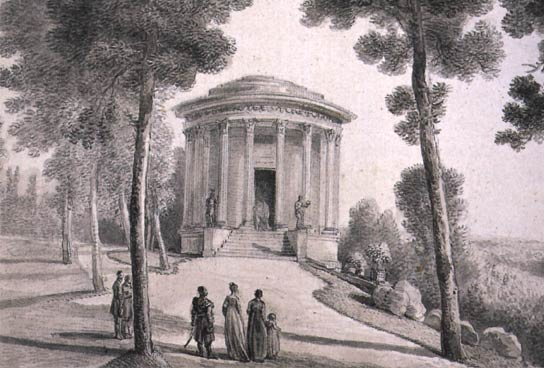
Пулавський храм Сивіли

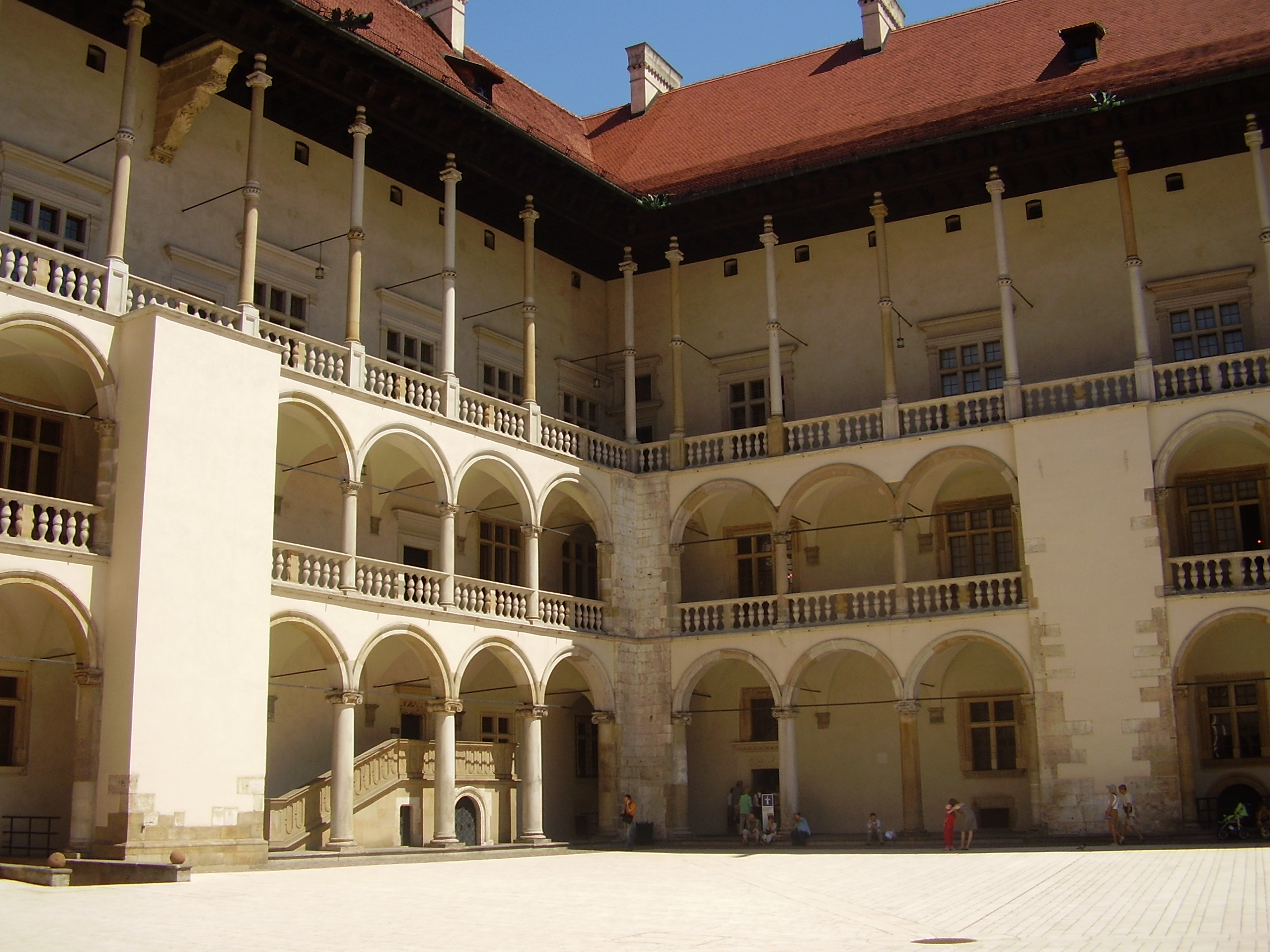
Королівський замок на Вавелі — Державне зібрання мистецтва

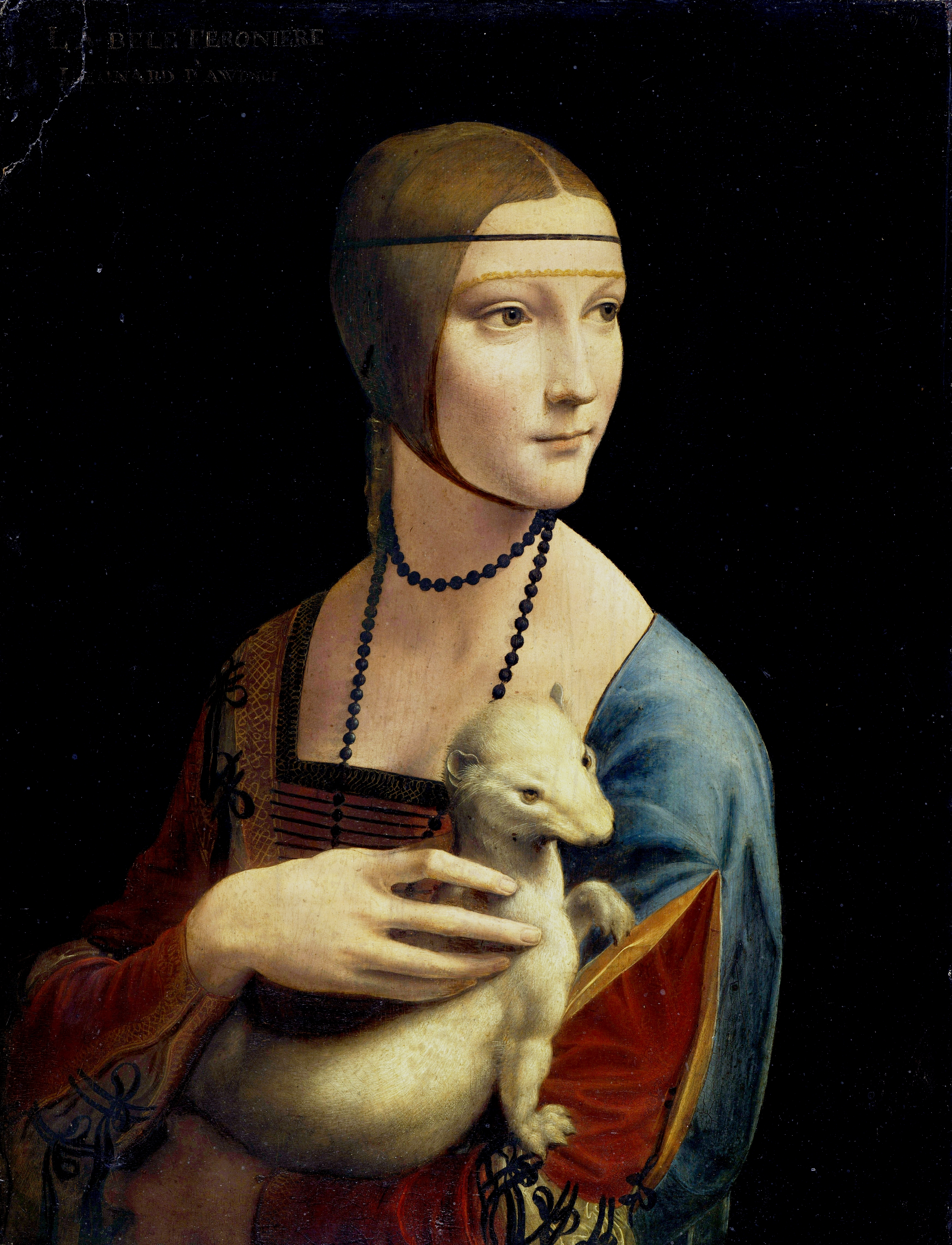
Пані з горностаєм, Краківський музей князів Чорторийських

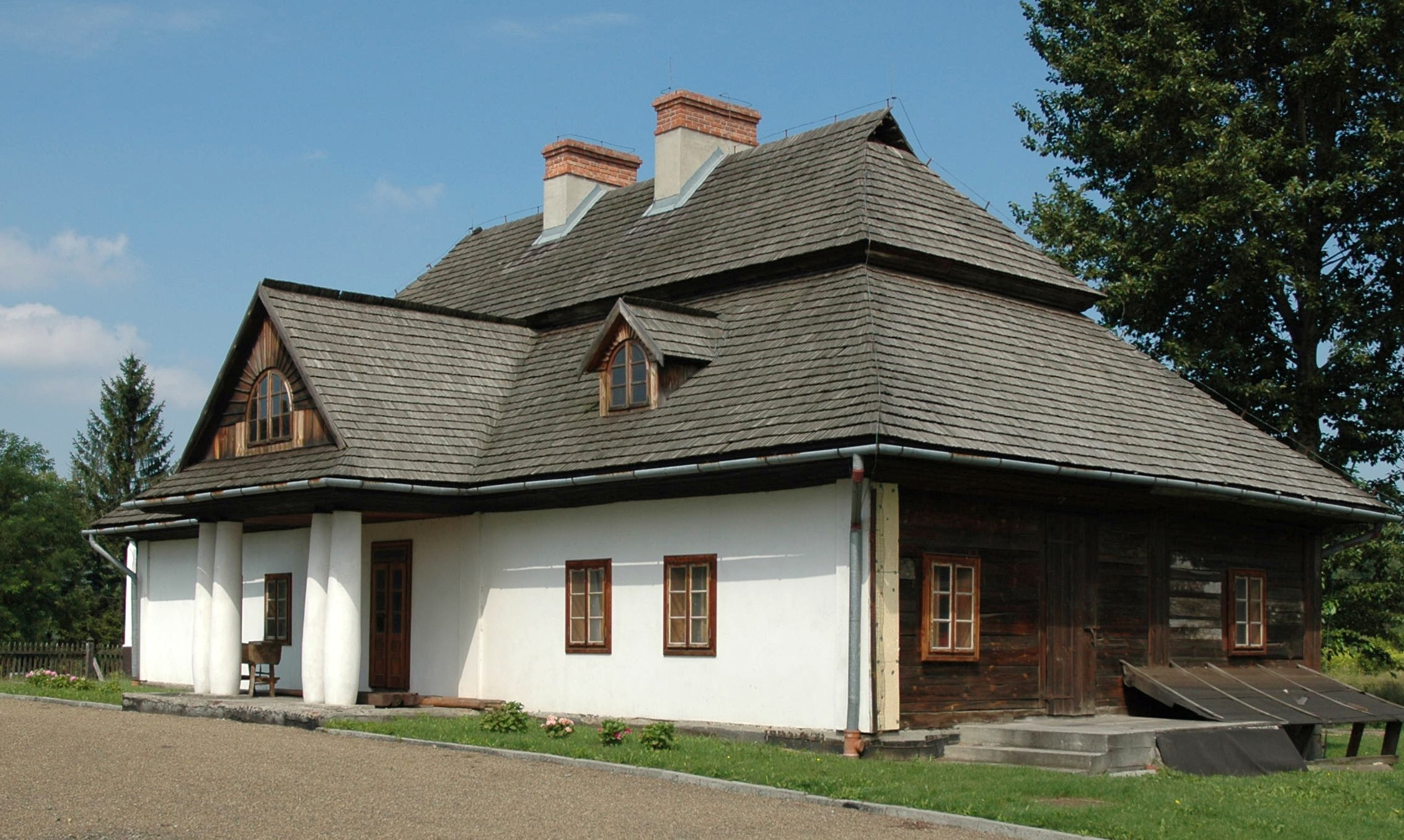
Модриновий двір із XVII ст. Скансен Пастівник у Переворську.

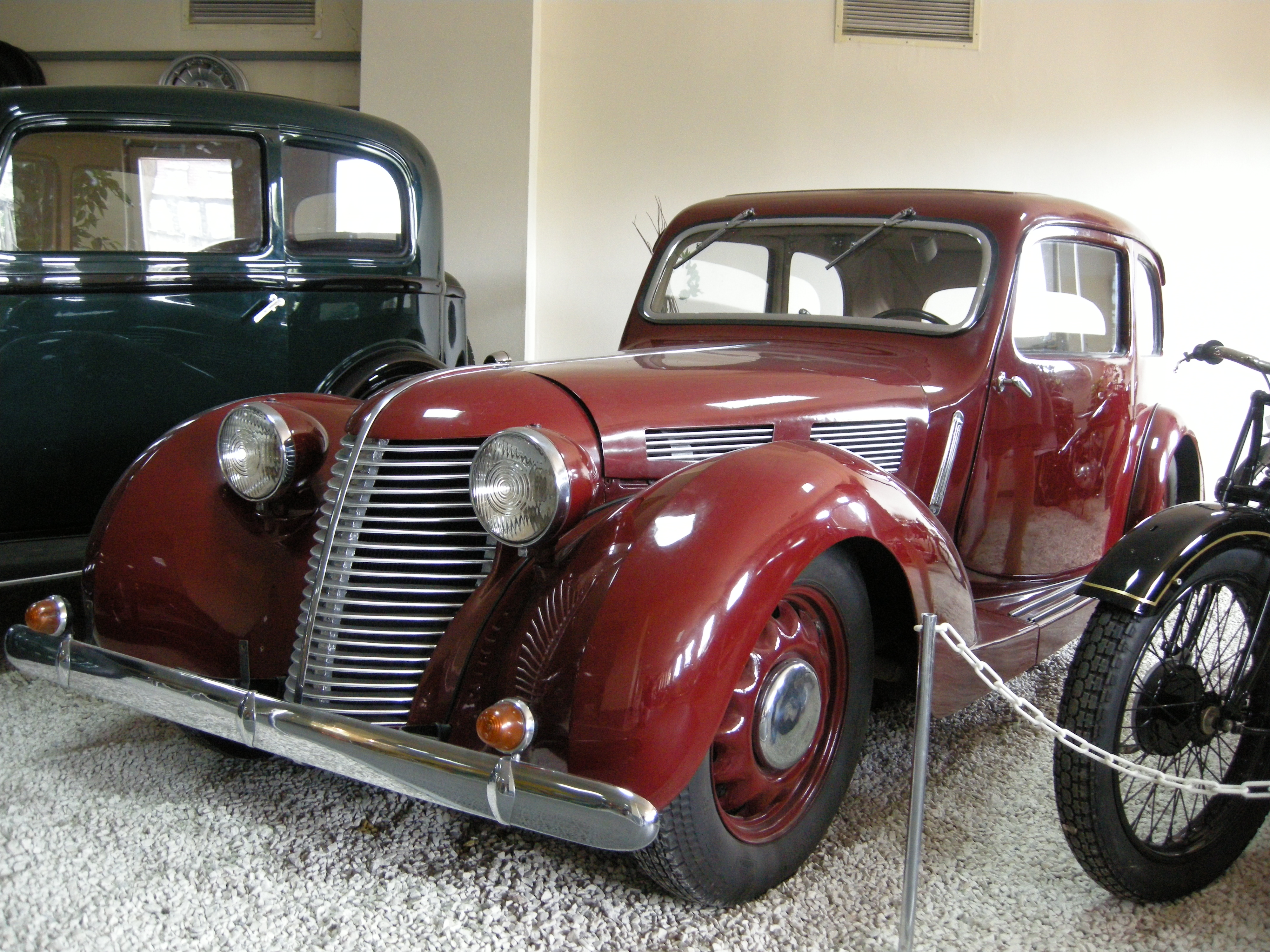
Areo 30 з 1938 року. Познанський автомобільний музей.

Перший музей у Польщі було засновано з ініціативи Ізабелли Чорторийської у 1801 році в  Храмі Сивіли у Пулавах, де було зібрано культурні цінності національного значення. Після провалу Листопадового повстання пулавську колекцію Чорторийських було евакуйовано у Париж, де вона знайшла прихисток в готелі Ламбер і повернулася на батьківщину в 1876 році у Краківський музей князів Чорторийських. 1805 року приватне зібрання предметів мистецтва та старовини, що зберігалося у Вілянівському палаці, зробив доступним широкому загалу Станіслав Костка Потоцький, таким чином даючи початок найстарішому з нинішніх польських музеїв. 1823 року у Львові засновано Музей любомирських князів, у 1855 році Євстахій Тишкевич створив Вільнюський музей старожитностей, а Володимир Дідушицький у 1855-1880 роках Природничий музей у Львові.
Традиції нагромадження пам'яток минулого набагато давніші і сягають кінця 16 століття, коли створювалися так звані кунсткамери. Одна з них, під назвою Musaeum, відкрилася 1594 року в Торуні при бібліотеці Торунської академічної гімназії..
У Польщі в 2016 році діяло 519 музеїв зі статутом або регламентом, погодженим з міністром культури і національної спадщини. Облік цих музеїв веде Національний інститут музеєзнавства та охорони зібрань.
Найважливіші польські музеї внесено в Державний реєстр музеїв. Вони звуться реєстрованими музеями. Подавати документи на реєстрацію можуть тільки музеї, що зберігають колекції виняткового значення для національної культури, прийняли на роботу кваліфікованих наукових працівників та які мають відповідну інфраструктуру і постійне джерело фінансування.
У віданні Міністерства культури і національної спадщини Польщі перебувають міністерські музеї, наприклад Гданський національний морський музей, Краківський національний музей, Варшавський музей сучасного мистецтва, Міністерські музеї повністю фінансуються з  державного бюджету. Спільно з органами місцевого самоврядування або недержавними організаціями Міністерство відає діяльністю і фінансуванням інших музеїв, наприклад, Люблінського музею, Вроцлавського національного музею, Музею історії польських євреїв.
Міністерство також здійснює безпосередній нагляд за краєзнавчими музеями, які у свою чергу здійснюють нагляд за основною діяльністю решти комунальних і громадських музеїв, що діють на території краю: у воєводстві, наприклад, Музей Опольської Сілезії в Ополі або в регіоні, приміром, Краєзнавчий музей Каліської землі у Каліші. Краєзнавчими музеями відають та їх фінансують органи самоврядування на рівні воєводства.
Поряд з музеями, що фінансуються з бюджету держави або воєводства, є також:
- повітові музеї, наприклад, Музей імені Яна Каспровича в Іновроцлаві
- гмінні музеї, наприклад, Музей міста Острув-Великопольський
- громадські музеї, наприклад, Громадський музей Тлущанської землі у Тлущі
- приватні музеї, наприклад, Приватний музей механізації і техніки в Отрембусах
- церковні музеї, наприклад, Архієпархіальний музей у Вроцлаві

Інколи вони одержують міністерські або воєводські субсидії, але основний тягар утримання закладів лягає на структури, що ними керують.